# Parteienforschung
Die Parteienforschung ist eine interdisziplinäre Wissenschaft, die sich mit der Erforschung von politischen Parteien beschäftigt. Je nach Erkenntnisinteresse nutzt sie dabei Fragestellungen und Forschungsmethoden verschiedener geistes- und sozialwissenschaftlicher Disziplinen.
Die Parteienforschung erklärt z. B. die Entwicklung von Parteiensystemen, die Entstehung neuer Parteien, die nationalen Unterschiede der Parteien.

## Interdisziplinäre Bezüge
Die Parteienforschung wird traditionell der Politikwissenschaft zugeordnet. Bezüge bestehen hierbei vor allem zu den Teilgebieten Politische Theorie und Ideengeschichte, etwa im Hinblick auf die theoretischen bzw. ideologischen Grundlagen von Parteien, und Vergleichende Politikwissenschaft, z. B. hinsichtlich der Rolle von Parteien in einzelnen politischen Systemen oder des Vergleichs von politischen Strömungen in unterschiedlichen Staaten.
Daneben gilt die Parteienforschung auch als klassisches Gebiet der Geschichtswissenschaft. Epochal wird sie dabei der Neueren und Neuesten Geschichte und systematisch der Politischen Geschichte zugeordnet. Im Erkenntnisinteresse stehen hier insbesondere die Entstehung und Entwicklung von Parteien sowie deren Einordnung in den jeweiligen politischen bzw. gesellschaftlichen Kontext.
Neben diesen beiden Hauptströmungen weist die Parteienforschung vereinzelt Bezüge zur Rechtswissenschaft, zur Soziologie und in jüngerer Zeit auch zur Kommunikationswissenschaft auf.